# Bataille de Nördlingen (1634)
Pour les articles homonymes, voir Bataille de Nördlingen.
Guerre de Trente Ans
Batailles
La première bataille de Nördlingen a lieu les 5 et 6 septembre 1634, durant la guerre de Trente Ans.

## Cadre
Les Suédois n'avaient pu tirer bénéfice de la victoire protestante à Lützen à cause de la mort de leur roi Gustave Adolphe. Les forces impériales reprirent l'initiative et, en 1634, occupèrent la ville de Ratisbonne menaçant d'avancer plus loin en Saxe. Les protestants réalisèrent qu'ils devaient faire un effort pour reprendre la ville et planifièrent alors une attaque de nuit.

## Bataille
L'attaque des protestants se trouva en difficulté lorsque leur avance fut bloquée par leur artillerie et les chariots de ravitaillement qui se trouvaient devant l'infanterie. Cela donna un délai aux troupes espagnoles et impériales pour se préparer. Ensuite l'infanterie suédoise attaqua sans l'appui de son artillerie, et parvint néanmoins à enfoncer une aile. Le commandant des impériaux ordonna une attaque coordonnée sur la ligne saxonne qui fut mise en déroute. Gustaf Horn fut capturé et les alliés des protestants perdirent entre et 14 000  et   12 000 soldats.
La France n'était pas engagée directement. Cependant des unités françaises servaient du côté des protestants : le futur gouverneur du grand Dauphin, Charles de Sainte-Maure, duc de Montausier, était des rescapés.

## Résultat
Cette bataille constitue le premier revers suédois dans la guerre de Trente Ans. Cette importante victoire des forces impériales et espagnoles décida la France à intervenir ouvertement dans le conflit.